# Samostan sv. Leopolda Mandića u Travniku
Samostan sv. Leopolda Mandića, rimokatolički samostan redovnica Družbe Kćeri Božje ljubavi u Travniku.